# Terre de la Couronne
Une terre de la Couronne (en anglais : crown land) est, dans le cadre du système juridique des royaumes du Commonwealth, un territoire appartenant au monarque incarnant la Couronne, c'est-à-dire à l'État. Elle correspond au concept traditionnel de l’entail ou fee tail, un domaine reçu en héritage qui ne peut être aliéné par son propriétaire, la monarchie. L'ensemble des biens possédés par les souverain doit être considéré comme domaine public et doit être distingué de la propriété privée du monarque.
Terre de la Couronne (en allemand : Kronland) est également le nom que portent, depuis la fin du XVIIIe siècle, les provinces de la monarchie de Habsbourg et à partir de 1804, celles de l'empire unitaire d'Autriche, puis, à compter du compromis de 1867, celles de la partie occidentale de l'Autriche-Hongrie, appelée Cisleithanie. Les Kronländer austro-hongrois sont les ancêtres des actuels États fédérés de la république d'Autriche actuelle, le pays étant l'unique État issu du démembrement de l'Autriche-Hongrie qui ait choisi de prendre la forme d'un État fédéral.
Historiquement, d'autres monarchies ont eu, ou ont toujours, des terres de la Couronne.

## Autriche-Hongrie

### Contexte historique
Dans la tradition du Saint-Empire romain au Moyen Âge et au début de l'époque moderne, on appelait Krongut ou Krondomäne (« domaine royal »), Kronland (terre de la Couronne) ou encore Königsgut (« bien royal ») les parties d'un royaume qui étaient détenues directement par le souverain, soit gérées, à l'époque moderne, par la chambre royale (königliche Kammer) soit, au Moyen Âge, par des serfs du roi et qui n'étaient pas tenues en fiefs par des vassaux. Elles servaient, à l'origine, à financer les besoins royaux, qu'il s'agisse des dépenses de la Cour ou de frais militaires. Le pouvoir du monarque de disposer des biens royaux pouvait être restreint sur le plan juridique : il était bien souvent inenvisageable, dans certains pays, de vendre un bien royal d'office, mais l'Histoire a démontré que les rois y ont malgré tout eu recours, par exemple par le biais d'une mise en gage.
Il convient de différencier les « domaines impériaux » (Reichsgüter), les possessions impériales des rois des Romains élus et des empereurs romains germaniques, des domaines personnels (Hausgüter), lesquels étaient la propriété quasi exclusive du souverain ou de sa noble famille. Il pouvait ces derniers céder librement et les léguait en vertu des droits successoraux en vigueur au sein de sa famille, y compris lorsque celle-ci n'investissait plus le souverain de la monarchie élective. La distinction et la séparation entre les domaines impériaux et personnels ont souvent créé des tensions, notamment lors de l'extinction d'une dynastie régnante.

### Organisation antérieure

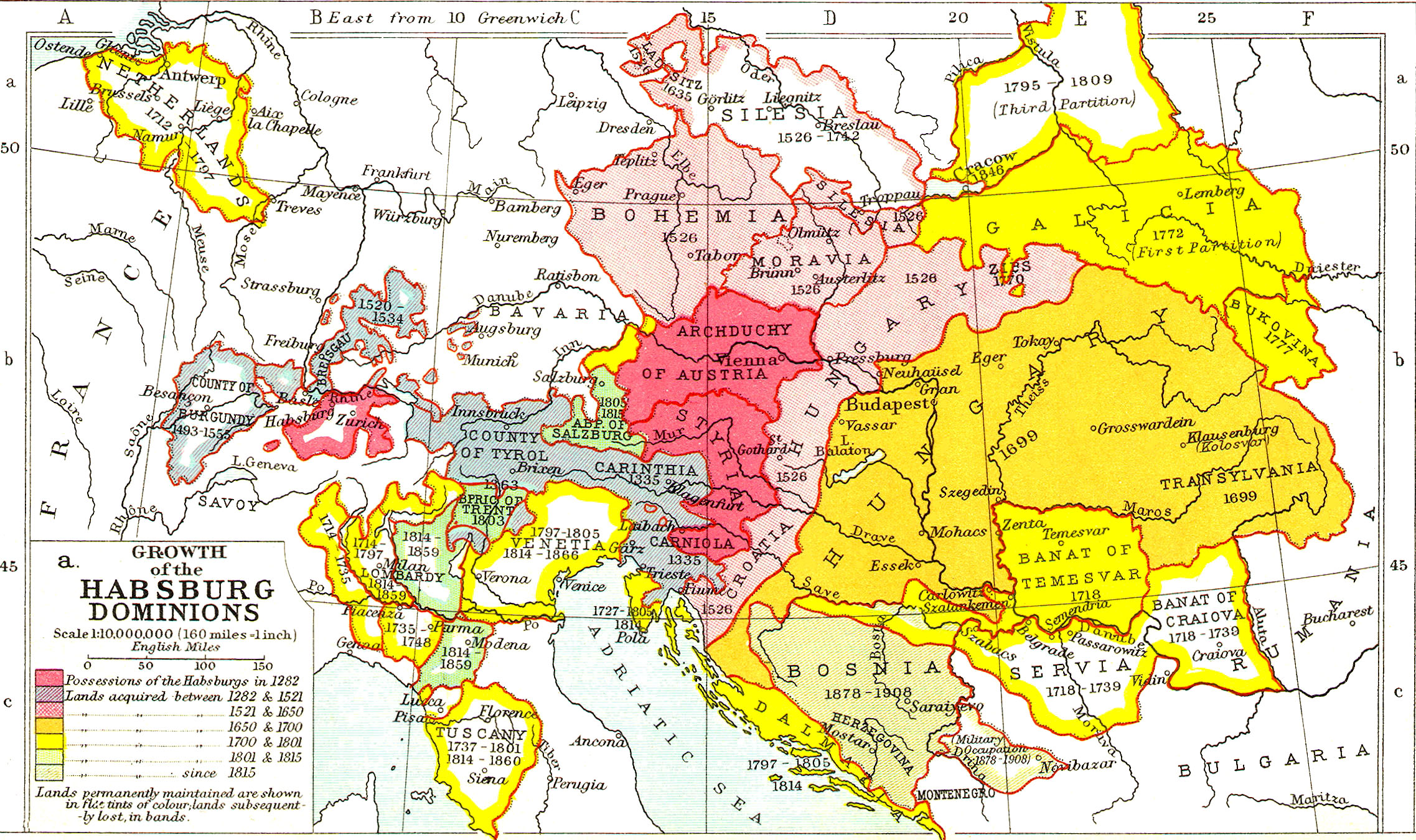
Évolution des territoires tenus par la maison de Habsbourg.

L'histoire du développement des pays des Habsbourg commence au cours du XVIe siècle, lorsque l'archiduc Ferdinand Ier est devenu héritier de la couronne de Bohême et du royaume de Hongrie. Les différents territoires gouvernés en union personnelle étaient soumis à une procédure permanente d'intégration et de l'appareil de l'État. Initialement, le terme Kronland était un titre purement honorifique pour désigner les royaumes et pays sous la suprématie des Habsbourg, avant l'élaboration d'une subdivision territoriale réelle au sein de leur monarchie.
À la différence des États composant les États fédéraux actuels (Allemagne, Autriche, Suisse, Canada, États-Unis...), les terres de la Couronne danubienne ou Kronländer ne possédaient avant 1861 aucun droit constitutionnellement garanti de participer à la vie politique de l'État central, leur concours n'étant jusque-là accordé qu'au cas par cas par le monarque. Les diètes et administrations provinciales, avec toutes les particularités historiques et juridiques qui les caractérisent, étaient encore largement issues d'un système féodal dominé par l'aristocratie. Leurs habitants étaient les sujets du prince régnant et non des citoyens au sens moderne du terme. Du fait de leur histoire pluriséculaire, les Kronländer étaient cependant bien plus qu'une simple circonscription administrative. La science politique autrichienne a forgé à cet effet au XIXe siècle le terme « d'individualité historico-politique ».
L'organisation de l'État initiée par Marie-Thérèse et Joseph II, certes d'inspiration absolutiste, mais qui annonçait néanmoins la construction d'un État moderne, connut une régression après la révolution de 1848-49 : si la création des communes renforça la capacité communale à s'auto-administrer, les diètes provinciales (Landtag), qui étaient jusqu'en 1848 des assemblées d'ordres traditionnelles, furent dissoutes et les Kronländer placés pour une dizaine d'années sous les ordres de gouverneurs ou statthalters, lesquels suivaient scrupuleusement les instructions du souverain et du gouvernement impérial.

### Réorganisation de 1861
François-Joseph proclama en 1861 la constitution à laquelle l'historiographie a donné le nom de patente de février, dont les annexes prévoyaient pour chaque Kronland une nouvelle organisation territoriale, hormis quelques chartes provinciales déjà établies par le diplôme d'octobre 1860. Après la séparation de la Hongrie de l'empire d'Autriche instaurée par le compromis de 1867, la structure étatique fut ajustée à la constitution de décembre, mais le régime provincial institué en 1861 resta sensiblement le même jusqu'en 1918.
Les Landtag furent convoqués sous leur forme nouvelle en application de la patente de février 1861. Certains de leurs membres y siégeaient de droit (comme les évêques), d'autres y étaient élus. Le suffrage n'était pas universel ni égalitaire mais censitaire et exclusivement masculin.

### Fonctionnement de 1867 à 1918

Les Kronländer autrichiens de 1867 à 1918 (numérotés de 1 à 15, en jaune pâle sur la carte).

À la suite du compromis austro-hongrois de 1867, qui donna une nouvelle assise à la monarchie de Habsbourg, le royaume de Hongrie (y compris le grand-duché de Transylvanie, qui réintégra pleinement la Hongrie en 1866) ainsi que le royaume de Croatie et de Slavonie, qui dépendait de la Couronne hongroise, n'étaient dorénavant plus considérés comme des Kronländer. Le terme ne fut dès lors plus utilisé que dans l'empire d'Autriche, baptisé Cisleithanie.
Les Pays de la Couronne de Saint-Étienne, appelés donc Transleithanie par souci de concision, qui disposaient dès lors de leur propre État, avaient en commun avec les Royaumes et pays représentés à la Diète d'Empire (d'Autriche), outre le souverain bien sûr, sous forme d'union personnelle (qui se maintint jusqu'à la défection hongroise du 31 octobre 1918) : l'armée, la marine de guerre impériale et royale, la politique étrangère ainsi qu'une monnaie, la couronne.
À la Cisleithanie fut octroyée en 1867 la constitution de décembre, qui forma jusqu'en 1918 la base juridique de l'État. Au titre de la loi du 19 mai 1868 relative à la création des autorités administratives, visant à conformer les anciennes coutumes à la nouvelle constitution et à définir précisément leurs fonctions, les Kronländer étaient désormais présidés par un Chef du Land (Landeschef), nommé par le souverain pour le représenter localement (article 2 de la loi).
Le Chef du Kronland de Salzbourg (ainsi que ceux de Carinthie, de Carniole, de Silésie autrichienne et de Bucovine) portait, au titre de l'article 5 de la même loi, le titre de Président du Land (Landespräsident) et dirigeait de ce fait le Gouvernement du Land (Landesregierung). Les Chefs des autres Kronländer portaient quant à eux le titre de Statthalter (impérial et royal), qui remplaça dès 1849 la dénomination plus ancienne de Gouverneur. Leur fonction restait néanmoins la même : conduire l'appareil administratif et appliquer la politique décidée par le gouvernement impérial, à laquelle il devait se conformer.
Le Landeshauptmann, qui est aujourd'hui le no 1 du Bundesland actuel, en sa qualité de Chef du Gouvernement, n'était à l'époque que président du Landtag (Landtagspräsident) et par conséquent, le no 2 du Kronland. Choisi et nommé par l'Empereur parmi les membres de la diète provinciale (Landtag), il présidait le Comité exécutif du Landtag (Landesausschuss), qui est donc l'ancêtre du gouvernement actuel du Land. Sous la surveillance du Chef du Land et en accord avec le Landtag, le Landesausschuss gérait son propre agenda local. Modestes, ses compétences se limitaient à l'agriculture, aux constructions publiques, à l'aide sociale et à la gestion du patrimoine et fondations provinciales.

### Projet de restructuration en 1918 (inappliqué)
Dans le cadre du traité de paix (Brotfrieden) de Brest-Litowsk, conclu le 9 février 1918 avec l'Ukraine, l'Autriche-Hongrie s'était engagée à réunir, d'ici le 31 juillet 1918, l'est de la Galicie, majoritairement peuplé d'Ukrainiens (que l'on appelait alors Ruthènes) à la Bucovine, pour former un Kronland à part entière. Mais en s'effondrant à l'automne 1918, l'Autriche-Hongrie emporta le projet avec elle, qui avait d'ailleurs été remis en question dès le 4 juillet 1918.

## Belgique
La colonie belge de l'État indépendant du Congo consistait  pour deux tiers en un domaine de la couronne du roi Léopold II, faisant de cet énorme territoire de 25 millions d'hectares la propriété privée du souverain. En 1907, le roi cède l'État libre du Congo à la Belgique, à condition qu'il puisse conserver son domaine de la couronne. Après sa mort en 1909, le domaine de la Couronne au Congo passe également aux mains de l'État.

## Canada
Au Canada, les terres de la Couronne appartiennent à la Couronne canadienne. Du fait de la nature fédérale du pays, il peut s'agir en fonction des terres concernées de la propriété l'État fédéral ou de celle d'une province (le gouvernement du Québec les appelle « terres du domaine de l'État »).
Les terres de la Couronne forment 89 % du territoire du Canada (8 886 356 km2) : 41 % sont fédérales, 48 % sont provinciales. La majeure partie des terres de la Couronne fédérales se trouvent dans les territoires (Territoires du Nord-Ouest, Nunavut, Yukon) et est administrée par Affaires autochtones et Développement du Nord Canada. Seuls 4 % du territoire des provinces est contrôlé par le gouvernement fédéral, notamment les parcs nationaux, les réserves indiennes et les bases des Forces armées canadiennes.
Les provinces sont propriétaires de la majorité de leurs territoires sous forme de terres de la Couronne, en tant que parc provincial ou autrement.
Le domaine royal constitue :
- 94 % du territoire de la Colombie-Britannique[3] ;
- 99 % du territoire de la province de Terre-Neuve et Labrador[4] ;
- 48 % du territoire du Nouveau-Brunswick[5] ;
- 29 % du territoire de la Nouvelle-Écosse[6] ;
- 87 % du territoire de l'Ontario[7] ;
- 92 % du territoire du Québec[8].

## Espagne
Historiquement, les rois d'Espagne possédaient de vastes terres, palais, châteaux,... mais à l'heure actuelle, toutes ces propriétés appartiennent à l'État. Les terres de la Couronne sont administrées par une institution indépendante appelée Patrimonio Nacional (« patrimoine national »), qui est responsable de l'entretien de ces propriétés qui sont toujours à la disposition du roi ou de la reine d'Espagne.

## France

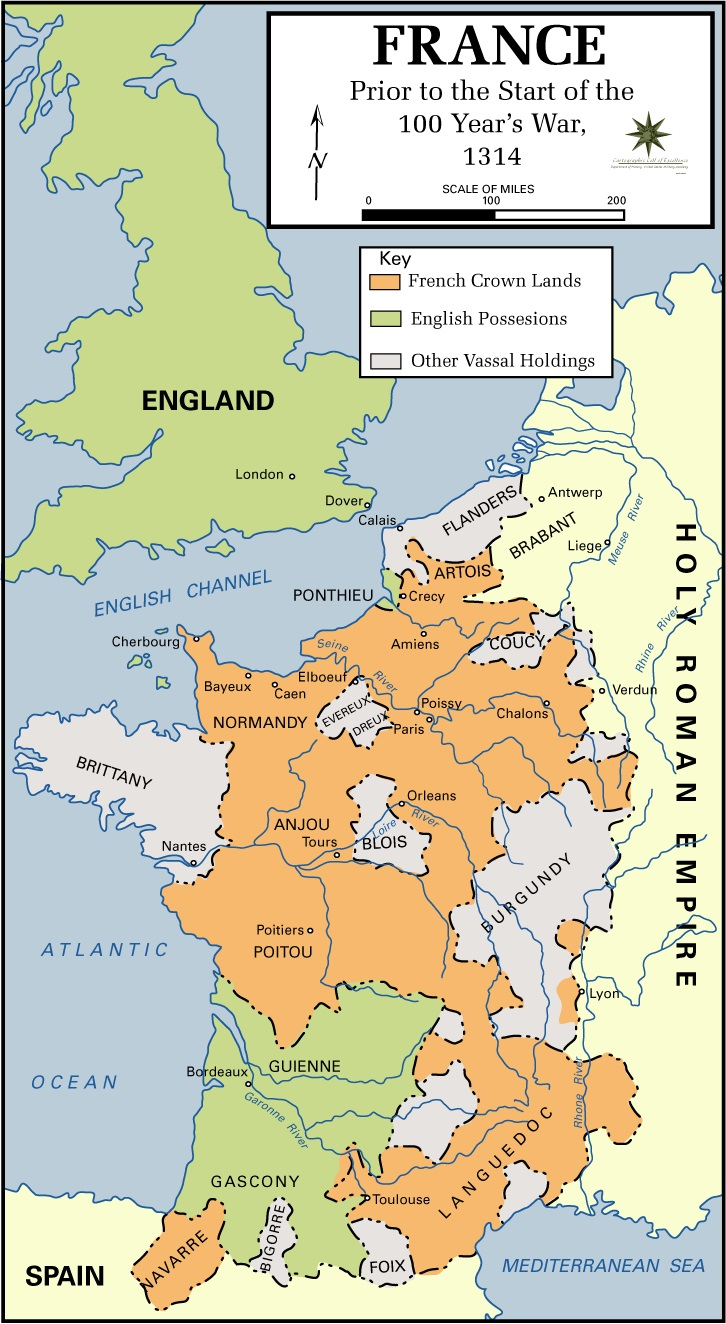
Le domaine royal français (orange) en 1314.

Les « terres de la couronne », ou le « domaine royal » de la France étaient les terres et les fiefs directement possédés par les rois de France. Avant le règne d'Henri IV, le domaine royal n'englobait pas la totalité du territoire du royaume de France et, pendant une grande partie du Moyen Âge, des portions importantes du royaume étaient les possessions directes d'autres seigneurs féodaux.

## Pologne-Lituanie

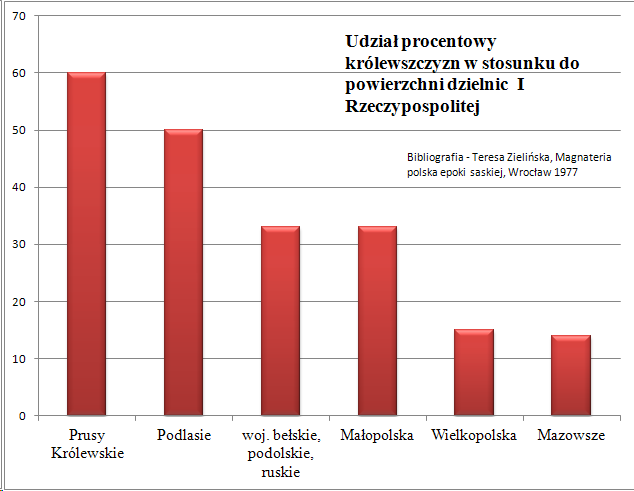
Pourcentage de terres de la couronnes dans la superficie totale des territoires de la Pologne-Lituanie.

Ne doit pas être confondu avec Couronne du royaume de Pologne.

### Situation légale
Dans le royaume de Pologne, sous le règne des dynasties Piast puis Jagellon, l'institution des terres de la couronne (en polonais królewszczyzny, au singulier królewszczyzna) était similaire à celle de la Grande-Bretagne ou de l'Autriche-Hongrie : elles étaient la propriété du monarque ou de la dynastie.
Dans la pratique, depuis le XVe siècle, ces propriétés ont souvent été louées, données ou mises en gage aux membres de la noblesse. Les nobles qui avaient reçu le privilège d'administrer les terres de la Couronne (et donc de garder la plupart de ses bénéfices) avaient le titre de staroste. Une fois qu'une terre de la Couronne était donnée, on avait le droit de la garder « à vie ». La tentation était alors grande pour les familles de starostes de transmettre ces terres à leurs descendants, ce qui était en principe illégal.
À la fin du XVIe siècle, à la suite de l'introduction de la monarchie élective, les terres royales sont devenues des biens publics ou des biens d'État.
Formellement, les « terres royales » constituaient environ 15 à 20 % de la République, et se divisaient en deux catégories :
- les « terres de table » (dobra stołowe ou ekonomie), qui fournissaient de l'argent pour le trésor personnel du roi et ses dépenses, notamment pour l'entretien de l'armée (wojsko kwarciane) ;
- et le reste, que le roi était obligé de louer aux membres éminents de la noblesse.

Parmi les plus grandes terres de la Couronne aux XVIe et XVIIe siècles figurent les territoires de Malbork, de Cracovie-Sandomir, de Sambor et d'Ouman en Pologne ; et de Šiauliai, d'Alytus, de Grodno et de Moguilev dans le grand-duché de Lituanie.
Les conditions juridiques des paysans étaient meilleures dans les terres de la Couronne que dans les domaines héréditaires de la noblesse, car il y avait moins d'obligations de servage.
Les cités situées sur les terres de la couronne étaient qualifiées de villes royales. Elles possédaient le droit de vote aux élections libres.

### Dans les faits
En raison de l'absence d'une dynastie régnante établie, les terres royales étaient sous le contrôle souvent illégal de puissants magnats locaux, lesquels étaient parfois même semi-indépendants de l'État.
Le Ruch egzekucyjny (« mouvement exécutionniste (en) ») de la fin du XVIe siècle, dirigé par le grand chancelier de la Couronne Jan Zamoyski (contre les intérêts de sa propre famille), s'est fixé comme objectif l'« exécution des terres », c'est-à-dire le recouvrement de toutes les terres de la Couronne, qui étaient souvent détenues illégalement depuis des générations par des familles de starostes. En 1562-1563, il les contraint à restituer la plupart des terres de la couronne ; cependant, les starostes se réapproprièrent par la suite de nouvelles terres, et tout fut à recommencer. Au cours des siècles suivants, l'augmentation des privilèges de la szlachta (la liberté dorée) a progressivement affaibli les souverains polonais et le mouvement exécutionniste. Cela conduisit finalement à une mainmise de la noblesse sur la plupart des terres polonaises. Le grand-duché de Lituanie quant à lui ne connut jamais de mouvement exécutionniste.
Après le premier partage de la Pologne (1772), qui avait été une expérience terrible pour la plupart des nobles polonais, les terres de la couronne ont été réformées en 1775, réduisant les abus de la noblesse, et la Grande Diète de 1788-1792 a décidé de les mettre en vente, afin de lever des fonds pour les réformes et la modernisation de l'armée.
Après la disparition de la Pologne en 1795, les terres de la couronne ont été directement annexées par les puissances copartageantes.

## Royaume-Uni
Au Royaume-Uni, le Crown Estate (c'est-à-dire le « domaine royal » ou « domaine de la Couronne ») gère le portefeuille des actifs associés à la Couronne britannique. Auparavant, il s'agissait de l'ensemble des biens possédés par les souverains. Cela a évolué vers une institution unique qui transfère ses recettes au HM Treasury (le « Trésor de Sa Majesté ») c'est-à-dire le ministère des Finances.

## Vietnam

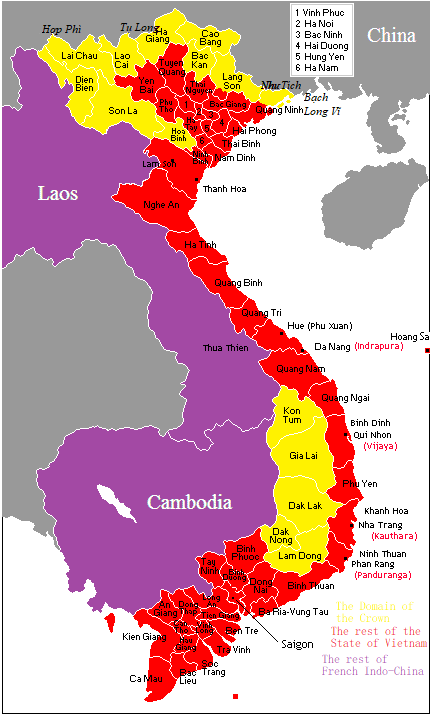
Le domaine de la Couronne (en jaune) au sein de l'Indochine française.

Le domaine de la Couronne (en vietnamien traditionnel : Hoàng triều Cương thổ ; Chữ Hán : 皇朝疆土 ; en vietnamien moderne : Đất của vua) était l'expression employée par la dynastie Nguyễn pour désigner ses protectorats et principautés où l'ethnie Viêt n'était pas majoritaire. Établi en 1950, le domaine de la Couronne visait à préserver les intérêts français en Indochine en limitant l'immigration Viêt dans les zones où elle était minoritaire, stoppant ainsi l'influence vietnamienne dans ces régions tout en préservant les influences des colons français et des souverains indigènes.
Après les accords de Genève de 1954, le domaine de la Couronne perdit des quantités considérables de territoire, puisque la totalité du Bắc phần fut cédée à la république démocratique du Vietnam, ne le réduisant qu'au Tây Nguyên. Le 11 mars 1955, le Premier ministre Ngô Đình Diệm dissout le domaine de la Couronne, réduisant à la fois le pouvoir du chef de l'État, Bảo Đại. Après l'abolition du domaine de la Couronne, le premier ministre Ngô Đình Diệm promulgua de nouveaux décrets permettant aux Viêt de s'installer dans la région et d'y faire librement des affaires.
La capitale du domaine de la Couronne vietnamien se situait à Đà Lạt.